# Abu Hafs al-Hashimi al-Qurashi
Abu Hafs al-Hashimi al-Qurashi (en árabe: ابو حفص الهاشمي القرشي‎) es un militante y el quinto y actual califa del Estado Islámico. Fue nombrado califa el 3 de agosto de 2023, en un mensaje de audio del portavoz del Estado Islámico, Abu Huthaifa al-Ansari, cuyo anuncio se produjo después de más de cuatro meses de la muerte de su antecesor Abu al-Hussein al-Husseini al-Qurashi.

## Biografía
El día 3 de agosto de 2023, Abu Hafs asumió el liderazgo tras la muerte de su predecesor, Abu al-Hussein al-Husseini al-Qurashi, asesinado el 29 de abril de aquel año. Fue anunciado como califa por los portavoces oficiales del Estado Islámico, Abu Hudhaifah al-Ansari, en un mensaje de audio difundido por la fundación de comunicación Al-Furqan Media (principal medio de comunicación del Estado Islámico).